# São Rafael (Rio Grande do Norte)
São Rafael é um município brasileiro do estado do Rio Grande do Norte. localizado na região do Vale do Açu, 216 km da capital estadual Natal. Sua área territorial é de 469 km² e sua população, conforme estimativas do IBGE de 2024, era de 7 899 habitantes.
Até 1948 era distrito do município de Santana do Matos. Na década de 1980 parte da cidade foi inundada para a construção da Barragem Armando Ribeiro Gonçalves. Por isso, o município recebeu o apelido de "Atlântida do Sertão" pelo artista, cantor, músico e compositor rafaelense Arleno Farias ao compor o poema de mesmo título e o musicou, gravou em seu primeiro trabalho que carrega o título na capa do CD com uma foto ilustrativa da antiga torre da igreja católica no meio das águas da barragem.

## Geografia
O território de São Rafael corresponde a 0,8883% da superfície estadual, cobrindo 469,101 km² de área, dos quais 1,827 km² são de área urbanizada. Distante 220 km de Natal, limita-se com Itajá e Assu a norte, a sul com Jucurutu e Santana do Matos, este último também a leste, e a oeste novamente com Assu e Jucurutu. De acordo com a divisão territorial vigente desde 2017, no qual os municípios são agrupados em regiões geográficas, São Rafael pertence à região imediata de Açu, na região intermediária de Mossoró, antes disso, com a vigência das mesorregiões e microrregiões, pertencia à microrregião do Vale do Açu, que por sua vez estava incluída na mesorregião do Oeste Potiguar.
São Rafael possui seu território integralmente na bacia hidrográfica do Piranhas–Açu, sendo atravessado pela Barragem Armando Ribeiro Gonçalves, no meio do curso do rio. Também passam pelo município os rios Pindoba e Serra Branca e os riachos das Carnaúbas, Cavalo Bravo, Jatobá e Mineiro. O relevo se insere na Depressão Sertaneja, apresentando, em sua geologia, rochas metamórficas do embasamento cristalino datadas do período Pré-Cambriano, há cerca de 1,1 bilhão de anos, englobando as formações Caicó, Jucurutu e Seridó.
Os solos possuem fertilidade de mediana a alta, relativamente drenados e apresentam textura variada, porém são rasos e pedregosos, sendo, portanto, pouco desenvolvidos, havendo a predominância dos solos bruno não cálcico e do litólico, chamados, respectivamente, de luvissolo e neossolo na nova classificação brasileira de solos. No curso do rio Piranhas, inundado pela Barragem Armando Ribeiro Gonçalves, ocorrem os solos aluviais, também inserido na classe dos neossolos. Esses solos são cobertos por uma vegetação de pequeno porte, típica do bioma da Caatinga, xerófila e sem folhas na estação seca, intercalada com espécies de carnaubais, de porte maior.
O clima é semiárido, com chuvas concentradas no primeiro semestre. Desde que teve início o monitoramento pluviométrico da cidade, a maior chuva em 24 horas registrada em São Rafael alcançou 201,4 mm em 3 de abril de 2013, superando os 167,3 mm em 5 de abril de 1985. Desde o final de julho de 2020, quando entrou em operação uma estação meteorológica automática da Empresa de Pesquisa Agropecuária do Rio Grande do Norte (EMPARN) na cidade, as temperaturas variaram entre 20,7 °C em agosto de 2020, nos dias 5 e 12, e 39,9 °C em 29 de outubro de 2021.
| Dados climatológicos para São Rafael                                                   | Dados climatológicos para São Rafael | Dados climatológicos para São Rafael | Dados climatológicos para São Rafael | Dados climatológicos para São Rafael | Dados climatológicos para São Rafael | Dados climatológicos para São Rafael | Dados climatológicos para São Rafael | Dados climatológicos para São Rafael | Dados climatológicos para São Rafael | Dados climatológicos para São Rafael | Dados climatológicos para São Rafael | Dados climatológicos para São Rafael | Dados climatológicos para São Rafael |
| Mês                                                                                    | Jan                                  | Fev                                  | Mar                                  | Abr                                  | Mai                                  | Jun                                  | Jul                                  | Ago                                  | Set                                  | Out                                  | Nov                                  | Dez                                  | Ano                                  |
| -------------------------------------------------------------------------------------- | ------------------------------------ | ------------------------------------ | ------------------------------------ | ------------------------------------ | ------------------------------------ | ------------------------------------ | ------------------------------------ | ------------------------------------ | ------------------------------------ | ------------------------------------ | ------------------------------------ | ------------------------------------ | ------------------------------------ |
| Temperatura máxima recorde (°C)                                                        | 39,6                                 | 39                                   | 38,9                                 | 38,2                                 | 36,5                                 | 37                                   | 38,3                                 | 38,7                                 | 38,9                                 | 39,9                                 | 39,7                                 | 39,4                                 | 39,9                                 |
| Temperatura mínima recorde (°C)                                                        | 21,3                                 | 23                                   | 22,8                                 | 22,4                                 | 21,6                                 | 21,4                                 | 21,4                                 | 20,7                                 | 21,6                                 | 22                                   | 22,9                                 | 22,7                                 | 20,7                                 |
| Precipitação (mm)                                                                      | 57,4                                 | 90,3                                 | 175,3                                | 166,2                                | 86,4                                 | 36,5                                 | 17,6                                 | 4,7                                  | 2,7                                  | 2,5                                  | 5,1                                  | 13,8                                 | 658,5                                |
| Fonte: EMPARN (médias de precipitação: 1923-2020; recordes de temperatura: 28/07/2020) |                                      |                                      |                                      |                                      |                                      |                                      |                                      |                                      |                                      |                                      |                                      |                                      |                                      |